# Felipe Molas López
Felipe Molas López (* 10. Juli 1901 in Yuty; † 2. März 1954 in Asunción) war ein paraguayischer Politiker, der vom 27. Februar 1949 bis zum 11. September 1949 Präsident von Paraguay war. Er war Mitglied der Colorado-Partei.

## Leben
Vom 21. Februar 1936 bis Oktober 1936 war er Bürgermeister von Asunción. Danach war er Erziehungsminister unter den Präsidenten Juan Manuel Frutos, Juan Natalicio González und Raimundo Rolón.
Er befürchtete einen Militärputsch gegen Präsident Rolón und organisierte zusammen mit Epifanio Méndez Fleitas und dem Oberst Alfredo Stroessner einen Putsch, um dem Militär zuvorzukommen. Unter seiner Präsidentschaft waren alle Ministerposten mit Zivilisten besetzt. Er übernahm danach auch den Vorsitz der Colorado-Partei. Im September wurde er jedoch von der Parteispitze zum Rücktritt aufgefordert, und der Anführer des Democratico-Flügels, Federico Chavez, wurde als sein Nachfolger eingesetzt.